# メガステネス
メガステネス（古代ギリシア語: Μεγασθένης・Megasthénēs、生没年未詳、紀元前4世紀末頃）は、セレウコス朝に仕えたギリシア人。セレウコス朝とマウリヤ朝の間で協定が結ばれた後、使者としてマウリヤ朝へ赴き、当時のインドの内情を記した『インド誌』（Indika、古代ギリシア語: Ἰνδικά、ラテン語: Indica)を著した。

## 来歴
イオニア出身のギリシア人として生まれたと伝えられるが、インドに赴く以前の経歴は知られていない。紀元前304年頃、セレウコス1世がマウリヤ朝の王チャンドラグプタの優位を認めて4州の支配権を譲り講和を結ぶと、メガステネスはアラコシア総督シビュルティオスの下に行き、次いで大使としてマウリヤ朝の首都パータリプトラへと赴いた。
彼がインドに滞在したのは紀元前292年頃までといわれ、10年以上にわたってパータリプトラに滞在した。たびたびチャンドラグプタ王に謁見したほか、時折小規模な旅行を行ってインド東部の状況を観察していた。ただし現在のビハール地方以外の土地へは足を踏み入れなかったといわれている。ガンジス川より東のことについての記録は残しておらず、その他の土地についての記録も移動の際に見聞きしたと思われる非常に簡易な記述を残すに留まる。後のギリシア人の学者アリアノスの記述には以下のようにある。
| 「 | …メガステネスはインドの民族が全てで118であると語る。私（アリアノス）としてはインドの民族が多数あるということではメガステネスに賛成する。しかし私には彼がいかにしてその数字を算定したのか理解できない。彼はインドの極めて僅かの部分にしか訪れなかったし、インドの種族は互いに全ての種族との間に交渉を持っているわけでもないのだ。… | 」 |

メガステネスはインドから帰還した後、滞在していた頃の見聞をまとめて『インド誌』（Indika）を著した。
『インド誌』は4章構成からなり、実際にインドを訪れた人による記録としてヘレニズム時代以降の学者達に極めて重要視された。不幸にしてこの本は散逸し現存しないが、「メガステネスによると」という形をとって多くの学者によって引用されていることから今日でも部分的に内容を知る事ができる。
その内容は今日においても重要視されており、メガステネスによって記録されたインドの「7つのカースト」はインド社会史を考える上では常に考慮される。彼の記録には荒唐無稽の話が多いという批判がヘレニズム時代からあるが、それらは当時のインドの神話を記録したものであり、史実性は別としてもその資料的価値は高い。